# 따닝다이도
따닝다이도(-道, 버마어: တနင်္သာရီတိုင်းဒေသကြီး 따닝다이도 따잉데다지, 영어: Tanintharyi Region), 옛 이름 테나세림(Tenasserim)은 미얀마의 도(道)로, 좁고 긴 남부의 끄라 지협(Kra Isthmus)을 포함한다. 서쪽은 안다만해, 동쪽은 태국, 북쪽은 몬주와 접한다. 수도는 더왜이고 주요 도시로는 몌이와 꼬따웅이 있다.

## 역사
떠닝따이도는 역사적으로 오늘날의 떠닝따이도, 몬주, 꺼인주의 남부에 해당하는 말레이 반도 상부 전체를 포함하고 있었다. 반도는 1057년까지는 따톤 왕국의 일부였고 이후에는 어노여타왕의 버간 왕조의 일부였다. 1287년에 버간이 멸망한 후에 이 지역은 시암족 왕국인 수코타이 왕조의 지배하에 들어갔고 이후 아유타야 왕조로 이어졌다. 지역의 북쪽 경계는 오늘날의 몰러먀잉 주변의 땅륀강 근처였다.
지역은 1564년에 따웅우 왕조의 버인나웅왕이 시암을 정복하면서 다시 버마족의 땅이 된다. 아유타야는 1587년에 재독립한 후에 1593년에 떠닝따이의 남쪽을, 1599년에 반도 상부 전체를 되찾았다. 1614년에 어나우패룬 왕은 북쪽의 더왜 해안을 되찾았으나 나머지를 점령하는 데에는 실패하였다. 꼰바웅 왕조의 얼라웅퍼야왕은 1759년에 이 지역 전체를 회복하였다. 버마족은 이후 몇 십년간 떠닝따이를 수 차례의 시암 침공의 전초기지로 삼았다. 시암족은 1792년에 떠닝따이를 되찾으려 시도하였으나 격퇴당했다. 1808년~1809년에 마지막으로 버마족은 떠닝따이에 기반을 두고 시암족을 침공하여 끄라 지협을 타고 내려가 푸껫을 공격하였으나 역시 실패하였다.
영국인은 제1차 영국-미얀마 전쟁(1824~1826) 이후에 이 지역을 얻었다. 전쟁 직후에 영국과 시암족은 1826년 6월 20일과 1868년에 국경 조약에 서명했다. 몰러먀잉은 영국령 버마의 첫 수도가 되었다. 영국은 1852년의 제2차 영국-미얀마 전쟁 이후 저지 미얀마 전체를 점령했고 수도를 얀군으로 옮겼다. 1852년 이후, 떠닝따이도는 오늘날의 몬주, 꺼인주, 버고도의 따웅우군을 포함해 미얀마 남동부를 구성하였다. 몰러먀잉은 떠닝따이의 수도가 되었다.
1948년 영국으로부터 독립했을 때, 떠닝따이의 북동쪽에 새롭게 꺼인주가 만들어졌다. 1974년에 떠닝따이의 남은 북부가 분리되어 몬 주가 만들어졌다. 몰러먀잉은 현재 몬주에 속하며, 떠닝따이도의 수도는 더왜로 이전되었다.

## 행정 구역
3개의 군으로 구성된다.
- 더왜군
- 몌이군
- 꼬따웅군

## 교육
- 더왜대학교